# Konstantinos Nebegleras
Konstantinos Nebegleras (Larissa, 14 de abril de 1975) é um futebolista profissional grego, meio-campista.

## Carreira
Konstantinos Nebegleras representou a Seleção Grega de Futebol nas Olimpíadas de 2004, quando atuou em casa.